# (2123) Vltava
(2123) Vltava es un asteroide perteneciente al cinturón de asteroides, descubierto el 22 de septiembre de 1973 por Nikolái Stepánovich Chernyj desde el Observatorio Astrofísico de Crimea (República de Crimea).   

## Designación y nombre
Designado provisionalmente como 1973 SL2. Fue nombrado Vltava en homenaje al río Moldava, cuyo nombre en checo es Vltava, el más largo de la República Checa.